# Martyrs Parish Church

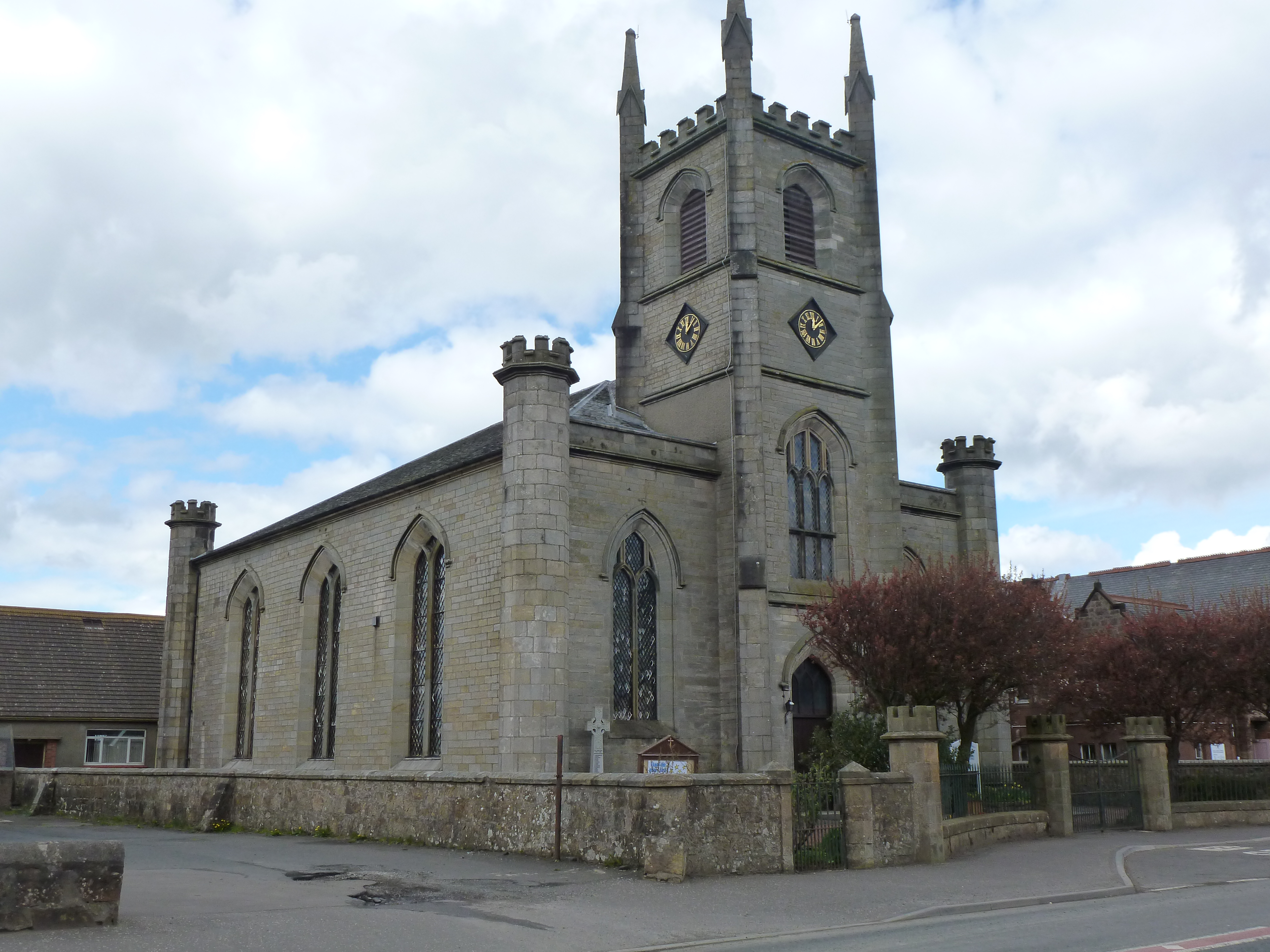
Martyrs Parish Church

Die Martyrs Parish Church ist ein Kirchengebäude der presbyterianischen Church of Scotland in der schottischen Ortschaft New Cumnock in der Council Area East Ayrshire. 1971 wurde das Bauwerk in die schottischen Denkmallisten in der Denkmalkategorie B aufgenommen. Die Kirche ist noch als solche in Verwendung.

## Geschichte
Mit der heutigen New Cumnock Old Church erhielt die Gemeinde 1659 den ersten eigenen Kirchenbau. Da sich dieser in den 1830er Jahren als zu klein für die wachsende Gemeinde erwies, wurde er durch die Martyrs Parish Church ersetzt und ist heute nur noch als Ruine erhalten. Das von James Ingram entworfene Kirchengebäude wurde im Jahre 1833 fertiggestellt.

## Beschreibung
Die Martyrs Parish Church liegt an der Straße Castle (A76) im Ortszentrum von New Cumnock unweit des Afton Water. Das Bauwerk ist mit den für den neogotischen Stil typischen Spitzbogenfenstern gestaltet. Bei der hölzernen Kanzel im Innenraum handelt es sich noch um das Original aus dem 19. Jahrhundert.